# Xamar
Juan Carlos Etxegoien Juanarena, connu sous son pseudonyme "Xamar", né à Garralda le 27 novembre 1956 est un écrivain et enseignant basque espagnol de langue basque.

## Biographie
Écrivain de langue basque, Juan Carlos Etxegoien né dans la maison Xamarrena à Garralda en Navarre. Il vit entre Pampelune et sa ville natale.
Juan Carlos Etxegoien étudie dans l'enseignement et travaille comme enseignant dans les ikastola. Il participe à la création de l'association Zenbat Gara de Bilbao, conçu pour promouvoir la langue basque à Bilbao.
Auteur des livres Orhipean. Gure Herria ezagutzen en 1992, 1898, Garralda (1998) et Orekan. Herri eta hizkuntzen ekologiaz en 2001. Le premier livre montre de manière didactique les différents aspects de l'histoire, de la géographie, les coutumes, les sports et la culture traditionnelle du Pays basque. Le second montre l'évolution de sa ville natale cent ans après son incendie. Le troisième traite de la relation entre l'homme et la langue.
L'auteur se base sur les théories de José María Sánchez Carrión, surnommé "Txepetx" (nom basque de l'oiseau troglodyte mignon), de son œuvre la plus notoire, une thèse de doctorat, Un futuro para nuestro pasado [Un avenir pour notre passé]. Xamar élabore son approche dans le but de diffuser de nouvelles recherches sur la sociolinguistique.
Pour "Txepetx" et "Xamar", la biodiversité, l'écologie, les peuples, les cultures et les langues font partie d'un seul et même ensemble et le problème est qu'ils font partie de la vie qui s'est développée naturellement sur la planète.